# Recopa Gaúcha
De Recopa Gaúcha is een competitie voor voetbalclubs uit de Braziliaanse staat Rio Grande do Sul. De competitie wordt georganiseerd door de FGF en wordt gespeeld in het begin van het seizoen tussen de winnaar van het Campeonato Gaúcho en de Copa FGF van het voorgaande jaar.

## Overzicht
| Jaar         | Finales       | Finales                       | Finales       |
| Jaar         | Kampioen      | Score                         | Vicekampioen  |
| ------------ | ------------- | ----------------------------- | ------------- |
| 2014 Details | Pelotas       | 3 - 2                         | Internacional |
| 2015 Details | · Lajeadense  | 1 - 1 3 - 1 n.p.              | Internacional |
| 2016 Details | Internacional | 0 - 0 3 - 2 n.p.              | São José      |
| 2017 Details | Internacional | 1 - 1 4 - 3 n.p.              | Ypiranga      |
| 2018 Details | São José      | 2 – 1 1 – 0 Totaalscore 3 – 1 | Novo Hamburgo |
| 2019 Details | Grêmio        | 6 – 0                         | Avenida       |
| 2020 Details | Pelotas       | 1 – 1 5 - 4 n.p.              | Grêmio        |
| 2021 Details | Grêmio        | 3 – 0                         | Santa Cruz    |
| 2022 Details | Grêmio        | 5 – 0                         | Glória        |
| 2023 Details | Grêmio        | 4 – 1                         | São Luiz      |
| 2024 Details | São Luiz      | 2 – 0                         | Grêmio        |